# Mygona irmina
Mygona irmina är en fjärilsart som beskrevs av Doubleday 1849. Mygona irmina ingår i släktet Mygona och familjen praktfjärilar. Inga underarter finns listade i Catalogue of Life.